# LS愛ちゃん
『LS愛ちゃん』（エルエスあいちゃん）は、永井豪とダイナミックプロ（安田タツ夫：画）による日本の漫画作品。学研の『6年の科学』1983年から1988年および、同社『5年の科学』1984年1月から3月に掲載された、マイコンをテーマにした漫画作品である。

## 概要
ヒロインの人型ロボット・LS愛ちゃんが、小学校でマイコン部に所属する今宙太（こん ちゅうた）にマイコンの仕組みや、プログラミングなどについて教えていくストーリー。掲載誌の性質上、毎年4月号から翌年3月号でストーリーが完結する。設定やストーリーは掲載年度によって異なり、1983年から翌年2月までの掲載は、宙太では無く花田一平がマイコンの内部に入りバグを倒すと言う物語が織り込まれている。
かつて連載されていた、言葉を話す猫・ランがマイコンを教える『レッツゴーランちゃん』のリニューアル作品であり、作品が引き継がれた当時、愛ちゃん誕生のいきさつは「ランが事故死した後、その記憶をロボットの体に移し生まれ変わった」というもので、第１回では愛が死んだランを見て「きゃーっ、わたしが死んでる！」というシーンも存在した。後の年度では「マイコンを広めるため、科学者である手久野（てくの）博士により誕生した」という設定がされている。
当時はパソコンが徐々にではあるが普及し始めた頃であり、作中にも登場した簡単な自作ゲームのプログラムも頻繁に掲載された。このプログラムは主にPC-9800シリーズ向けであったが、後にMSXやファミリーベーシックなど他機種でも対応できるよう、機種別の修正プログラムも掲載されていた。

## 作品にまつわる企画
- かつて掲載されていた『チックンタックン』とは異なり、アニメ化などメディアミックスは一切なされなかったが、1986年に読者サービス企画としてオリジナルテーマ曲『恋のドキドキパーティ（LS愛ちゃんのテーマ）』／『お願いスタンプ仮面』（カップリング曲）のカセットテープが制作され、希望者に350円で販売された（編集部宛に封書にて350円分の切手を同封し郵送）。歌を担当したのは、秋本理央（元タレント。平野謙夫人）。
- 年度によっては毎月CGで描かれた『科学』表紙に愛ちゃんが登場していたり、毎月抽選によるプレゼントや特典のある『LS愛ちゃん会員』を募集するなど『科学』誌面を代表するキャラクターとして活躍していた。